# Großebersdorf (Austria)
Großebersdorf – gmina targowa w Austrii, w kraju związkowym Dolna Austria, w powiecie Mistelbach. Według Austriackiego Urzędu Statystycznego liczyła 2278 mieszkańców (1 stycznia 2014).